# Willy de l'Arbre
Guillaume Marie Denis "Willy" de L'Arbre (Anvers, 31 de maig de 1882 - Boechout, 11 de març de 1952) va ser un regatista belga que va competir a començaments del segle xx.
El 1920 va prendre part en els Jocs Olímpics d'Anvers, on va guanyar la medalla de bronze en els 8 metres (1919 rating) del programa de vela, a bord de l'Antwerpia V.